# سلول خورشیدی پروسکایت
سلول خورشیدی پروسکایت (به انگلیسی: Perovskite solar cell) نوعی سلول خورشیدی که از مواد  پروسکایت ساخته می‌شود. مواد پروسکایت غالباً به صورت ترکیب های هیبرید آلی-معدنی هالید سرب یا قلع می باشند. از جمله این مواد می توان به متیل آمونیوم سرب یدید و یا ماده معدنی سزیم سرب یدید اشاره کرد. این سلول ها دارای مزایا فرآیند ساخت آسان،پردازش به صورت محلول، قیمت مناسب وغیره هستند.
بازده این سلول‌ها از ۳.۸٪ در سال ۲۰۰۹  تا ۲۲.۷٪ در سال ۲۰۱۷ برای سلول‌های تک اتصاله، ۲۶.۷٪ و ۲۵.۲٪ به ترتیب برای سلول‌های تندم با سیلیکون با آرایش ۴ و ۲ ترمیناله، افزایش یافته‌است. بدین ترتیب سلول‌های خورشیدی پروسکایت، سریع‌ترین فناوری خورشیدی تا به امروز بوده‌اند. به دلیل پتانسیل این فناوری در دستیابی به بازده‌های بیشتر و هزینهٔ ساخت پایین‌تر، این سلول‌ها توجه زیادی را از نظر تجاری به خود جلب کرده‌اند. 

## ویژگی‌ها
پروسکایت‌های هالید فلزی دارای ویژگی‌های منحصر به فردی هستند که استفاده از آن‌ها در سلول‌های خورشیدی را توجیه می‌کند. مواد خام استفاده شده و نیز روش‌های ساخت این مواد (مانند پرینت)، هر دو ارزان و کم هزینه هستند. از سوی دیگر ضریب جذب زیاد این مواد، امکان استفاده از فیلم‌هایی با ضخامت کم (حدود ۵۰۰ نانومتر) را ممکن می‌سازد. به عبارت دیگر، برای جذب کامل نور مرئی تنها به یک فیلم چند صد نانومتری از پروسکایت نیاز است. ترکیب این ویژگی‌ها، امکان ساخت ماژول‌های خورشیدی ارزان، پربازده، نازک، سبک و انعطاف‌پذیر را فراهم می‌سازد.
در سال‌های اولیه تحقیق بر روی این نوع سلول‌ها، چالش بزرگ این بود که بزرگترین سلول‌های خورشیدی پروسکایت، به اندازه یک بند انگشت بوده و از سوی دیگر به سرعت نیز در رطوبت هوا تجزیه می‌شدند. در سال ۲۰۱۷، محققان دانشگاه پلی‌تکنیک فدرال لوزان در مقاله‌ای، ساخت ماژولی در ابعاد بزرگ را گزارش کردند که در مدت یک سال بدون هیچ تغییر قابل مشاهده‌ای پایدار باقی مانده بود. در حال حاضر، این گروه همراه با نهادهای دیگر، در حال توسعه ساخت سلول‌های خورشیدی پروسکایت قابل پرینت با بازده ۲۲٪ هستند که پس از انجام تست‌های پایداری بتواند ۹۰٪ بازدهی خود را حفظ کند.

## مواد

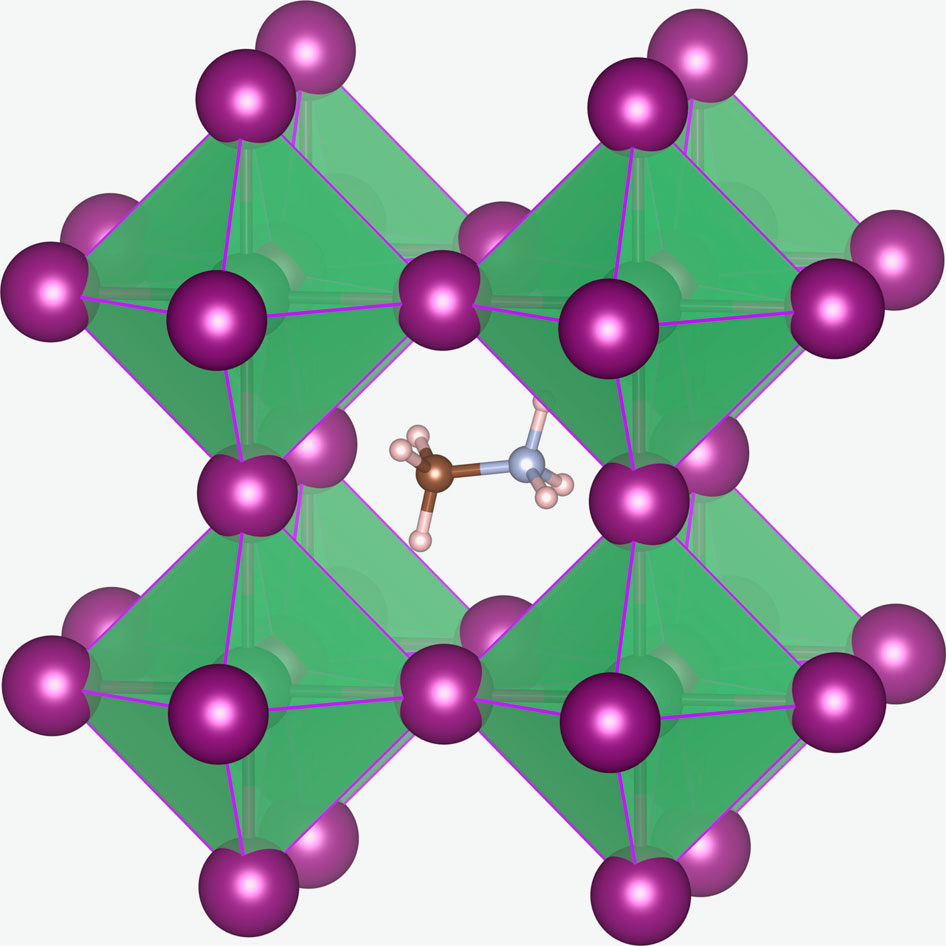
ساختار کریستالی پروسکایت CH3NH3PbX3(X هالوژنی مانند ید، برم و یا کلر است). کاتیون متیل آمونیوم (CH3NH3+) با هشت‌وجهی‌های PbX6احاطه شده‌اند.

نام سلول خورشیدی پروسکایت از ساختار کریستالی {\displaystyle {\ce {ABX3}}}مادهٔ جاذب آن که به نام ساختار پروسکایت شناخته می‌شود، نشئت می‌گیرد. متداول‌ترین جاذب پروسکایت، متیل آمونیوم سرب تری‌هالید ({\displaystyle {\ce {CH3NH3PbX3}}}- X یک اتم هالوژن مانند ید، برم و یا کلر است) با گاف انرژی بین ۱.۵ تا ۲.۳ الکترون ولت (وابسته به نوع هالید) است. فرمامیدینیوم سرب تری‌هالید ({\displaystyle {\ce {H2NCHNH2PbX3}}}) نیز با گاف انرژی بین ۱.۵ تا ۲.۲ الکترون ولت، مادهٔ پرکاربردی در این زمینه محسوب می‌شود. اولین استفاده از پروسکایت‌ها در سلول‌های خورشیدی، به استفاده از {\displaystyle {\ce {CsPbI3}}}به عنوان رسانای حفرهٔ نوع p و جاذب در سلول‌های خورشیدی رنگدانه‌ای باز می‌گردد. با توجه به نگرانی‌های که در مورد حضور سرب در ساختار پروسکایت‌ها وجود داشت، مطالعاتی نیز بر روی سلول‌های خورشیدی پروسکایت برپایهٔ قلع مانند {\displaystyle {\ce {CH3NH3SnI3}}} نیز انجام شده‌است. بازدهی گزارش شده از این نوع سلول‌ها عموماً کمتر از سلول‌های برپایهٔ سرب بوده‌است.

## فرآوری
یکی از مزیت‌های سلول‌های خورشیدی پروسکایت نسبت به سلول‌های خورشیدی سیلیکنی، فراوری آسان آن‌هاست. ساخت سلول‌های خورشیدی سیلیکنی معمولاً طی فرایندهای چند مرحله‌ای و گرانی انجام می‌شود که عمدتاً نیاز به دماهای زیاد (بیش از ۱۰۰۰ درجه سانتی‌گراد)، خلأ بالا و تجهیزات اتاق تمیز دارند. در حالیکه مواد پروسکایت آلی معدنی با روش‌های آسان‌تر و در محیط آزمایشگاهی قابل ساخت هستند. تا کنون روش‌های مختلفی بر پایهٔ محلول و نیز بخار برای ساخت این سلول‌ها استفاده شده‌است. هر دو نوع این روش‌ها، پتانسیل ساخت سلول در ابعاد بزرگ را دارا هستند.
در فرایند یک مرحله‌ای بر پایهٔ محلول، سرب هالید و متیل آمونیوم هالید در یک حلال حل شده و سپس بر روی زیرلایه به روش پوشش دورانی، نشانده می‌شود. پس از تبخیر حلال، لایه‌ای پکیده و کریستالی شده، باقی می‌ماند. روش پوشش‌دهی دورانی به تنهایی منجر به ایجاد لایه‌ای یکنواخت نمی‌شود بلکه نیاز به مواد شیمیایی دیگری مانند گامابوتیرولاکتون، دی‌متیل سولفواکسید و یا تولوئن نیز است. بدون ریختن قطراتی از این مواد بر روی فیلم در حال دوران، فیلم نهایی دارای حفره‌ها و نقایصی خواهد بود که در نهایت بازدهی سلول را کاهش می‌دهد.
در روش‌های مبتنی بر فاز بخار، فیلم هالید فلزی در حضور بخار متیل آمونیوم یدید در دمای حدود ۱۵۰ درجه سانتی‌گراد آنیل می‌شود. در چنین روش‌هایی، فیلم نهایی یکنواختی بیشتری از نظر ضخامت نسبت به روش‌های مبتنی بر محلول دارد. 
هر دوی این فرایندها هزینه و پیچیدگی کمتری نسبت به فرایندهای ساخت سلول خورشیدی سیلیکنی دارند. روش‌های تبخیری یا به کمک فاز بخار نیاز به استفاده از حلال را کاهش داده و خطر باقی ماندن حلال در فیلم نهایی را از بین می‌برند. در حالی‌که، روش‌های مبتنی بر محلول ارزان‌تر هستند. مشکل اصلی در زمینهٔ ساخت سلول خورشیدی پروسکایت، عدم پایداری این ماده در شرایط استاندارد محیطی است که منجر به کاهش بازدهی این سلول‌ها می‌شود. 

## فیزیک
یکی از مهم‌ترین مشخصه‌های پروسکایت‌ها، قابلیت تنظیم گاف انرژی با تغییر مقدار و نسبت هالید است. همچنین این مواد دارای طول دیفیوژنی از مرتبهٔ یک میکرون، برای الکترون و چند صد نانومتر برای حفره هستند. طول دیفیوژن بزرگ به این معناست که بارها می‌توانند در طول خود فیلم پروسکایت در فواصل بزرگ جابه‌جا شوند. از اینرو می‌توان از این مواد در ساختار سلول‌های خورشیدی لایه نازک نیز استفاده نمود. به دلیل انرژی پیوند اکسیتون کم این مواد، بارها در این مواد غالباً به صورت الکترون آزاد و حفره هستند. 

## ساختار و معماری سلول‌ها

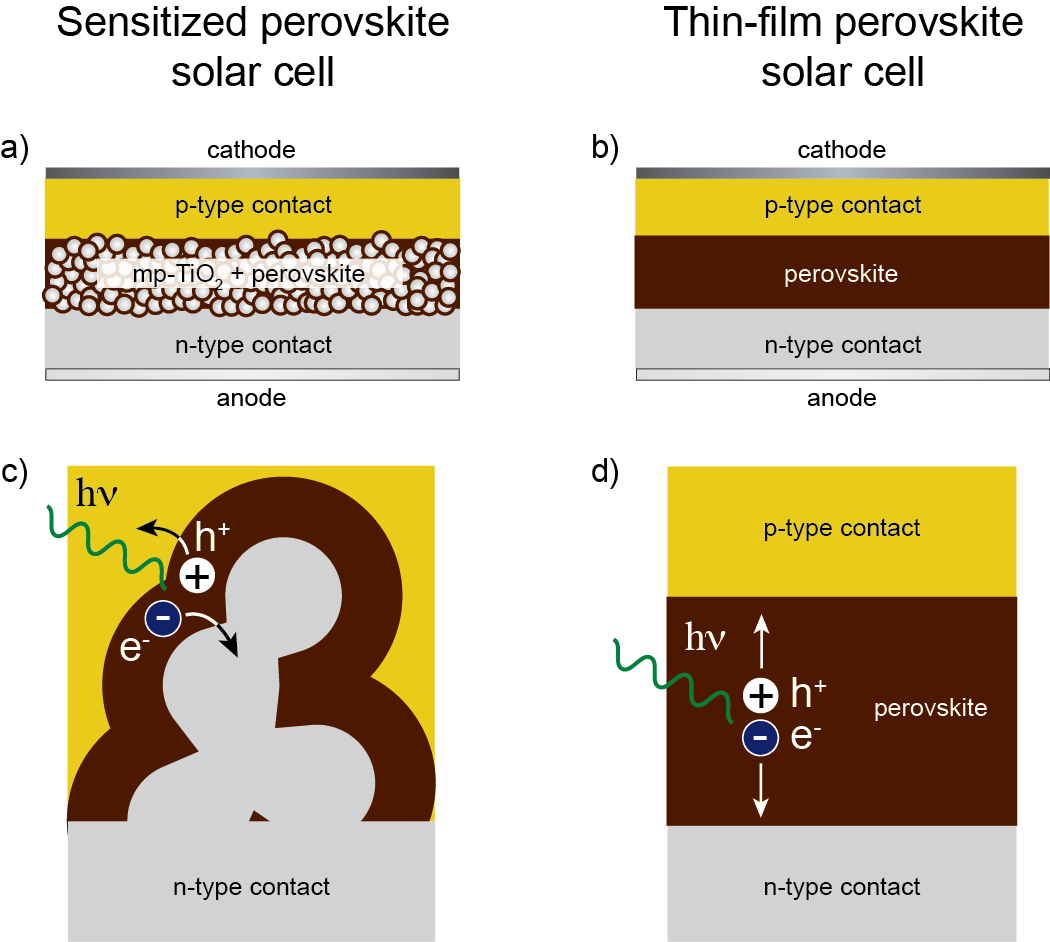
(a) طرح‌واره‌ای از سلول خورشیدی حساس شده به پروسکایت که در آن لایۀ فعال شامل یک فیلم مزومتخلخل TiO2است که با جاذب پروسکایت پوشانده شده است. برای جمع‌آوری الکترون و حفره، این لایه فعال به ترتیب در تماس با یک ماده نیم رسانای نوع n و نوع p قرار می‌گیرد. (b) طرح‌واره‌ای از یک سلول خورشیدی پروسکایت لایه نازک. در این ساختار، لایۀ نازکی از پروسکایت بین دو اتصال ساندویچ شده است. (c) ترابرد بار در ساختار سلول خورشیدی حساس شده. پس از جذب نور در جاذب پروسکایت، الکترون‌های تولید شده به فیلم مزومتخلخل TiO2 تزریق می‌شوند. حفره‌ها نیز به نیم رسانای نوع p منتقل می‌شوند. (d) تولید و استخراج بار در ساختار لایه نازک. پس از جذب نور، هر دو فرایند تولید و استخراج بار درون فیلم پروسکایت انجام می‌شود.

سلول‌های خورشیدی پروسکایت بسته به نوع نقش پروسکایت در سلول و یا ماهیت الکترودهای بالایی و پایینی، در ساختارهای متفاوتی ساخته می‌شوند. سلول‌هایی که در آن بارهای منفی توسط الکترود شفاف پایینی (آند) استخراج می‌شوند را می‌توان به دو دسته "حساس شده" که در آن پروسکایت عمدتاً نقش جاذب نور را داشته و بارها توسط مادهٔ دیگری جمع‌آوری می‌شوند، و "لایه نازک" که در آن ترابرد الکترون و یا حفره درون بالک پروسکایت انجام می‌شود، تقسیم کرد. در نوع اول، مشابه فرایند حساس سازی در سلول‌های خورشیدی رنگدانه‌ای، پروسکایت به عنوان جاذب بر روی فیلم نیم‌رسانای مزومتخلخل - غالباً {\displaystyle {\ce {TiO2}}}- نشانده می‌شود. الکترون‌های تولید شده در اثر تابش نور، از پروسکایت به لایهٔ مزومتخلخل منتقل شده و درون این لایه به سمت الکترود حرکت کرده و در مدار خارجی استخراج می‌شوند. در نوع دوم، پس از جذب نور و تولید بار، ترابرد هر دو نوع بار مثبت و منفی و انتقال آن‌ها به الکترودها، درون فیلم پروسکایت انجام می‌شود. 
دستهٔ دیگری از سلول‌های خورشیدی پروسکایت نیز وجود دارد که در آن الکترود شفاف پایینی به عنوان کاتد عمل کرده و بارهای مثبت را جمع‌آوری می‌کند.

## تاریخچه
اولین استفاده از مواد پروسکایت در سلول‌های خورشیدی در سال ۲۰۰۹ توسط میاساکا و همکارانش گزارش شد. این سلول در ساختار مشابه سلول‌های خورشیدی رنگدانه‌ای ساخته شده بود و تنها ۳.۸٪ بازده داشت. علاوه بر آن به دلیل وجود الکترولیت خورنده، این سلول تنها در بازۀ زمانی از مرتبه دقیقه پایدار بود. در سال ۲۰۱۱، پارک و همکارانش با استفاده از ساختاری مشابه به بازده ۶.۵٪ رسیدند.
موفقیت بزرگ در این زمینه زمانی حاصل شد که هنری اسنیت و مایک لی از دانشگاه آکسفورد دریافتند که پروسکایت در مجاورت یک رسانای حفره حالت جامد مانند اسپایروامتد پایدار است و از سوی دیگر برای ترابرد بار نیازی به لایه مزومتخلخل {\displaystyle {\ce {TiO2}}}ندارد. این گروه برای سلول برپایهٔ {\displaystyle {\ce {TiO2}}}به بازده حدود ۱۰٪ درصد و برای سلول ساخته شده برپایهٔ لایهٔ مزومتخلخل عایق به بازده بیش از ۱۰٪ دست یافتند.
در سال ۲۰۱۴، طیفی از روش‌های لایه‌نشانی جدید و بازده‌های بیشتر گزارش شدند. به عنوان نمونه یانگ یانگ از دانشگاه کالیفرنیا، لس‌آنجلس با استفاده از ساختار صفحه‌ای لایه نازک به بازده ۱۹.۳٪ دست یافت. در نوامبر سال ۲۰۱۴ سلول ساخته شده توسط دانشگاه علوم و فناوری کره (KRICT) به بازده ۲۰.۱٪ رسید. 
در دسامبر سال ۲۰۱۵، یک رکورد جدید در بازده این نوع سلول‌ها گزارش شد. محققان دانشگاه پلی‌تکنیک فدرال لوزان به بازده ۲۱٪ رسیدند.
در سال ۲۰۱۶ رکورد بازدهی این سلول‌ها توسط محققان دانشگاه علوم و فناوری کره (KRICT) و مؤسسه علوم و فنون ملی اولسان (UNIST) به ۲۲.۱٪ افزایش یافت.
در سال ۲۰۲۴ طبق گزارش‌های موجود، دانشمندان با ترکیب یک لایه پروسکایت فرآوری‌شده با یک لایه آلی، سلول خورشیدی آلی پروسکایت با بازده تبدیل انرژی ۲۶.۴ درصد تولید کرده‌اند که البته در آزمایش‌ها تأییدیه بازدهی ۲۵.۷ درصد را دریافت کرده است. آنها می‌گویند در این فناوری از یک سلول آلی به‌ عنوان لایه زیرین استفاده شده تا عملکرد آن برای محیط‌زیست نیز بهتر باشد؛ زیرا کربن کمتری منتشر می‌کند.

## پایداری
چالش بزرگ سلول‌های خورشیدی پروسکایت، پایداری آن‌ها است. ناپایداری این سلول‌ها عمدتاً مربوط به تأثیر شرایط محیطی (رطوبت و اکسیژن)، دمایی (ناپایداری ذاتی)، پتانسیل اعمالی، نور (نور فرابنفش و مرئی) و نیز شکنندگی مکانیکی است. مطالعات زیادی در مورد پایداری این سلول‌ها انجام شده و به نظر می‌رسد برخی از این عوامل مهمتر از باقی عوامل هستند. با این حال پروتکل استانداردی برای تعیین پایداری این سلول‌ها در شرایط کار (هنگامی که سلول در حال استفاده است) وجود ندارد. اخیراً روشی برای کمی‌کردن پایداری ذاتی شیمیایی پروسکایت‌ها پیشنهاد شده‌است.